# عین ترکی
عین ترکی (به عربی: عین ترکی) یک شهرداری در الجزایر است که در استان عین الدفلی واقع شده‌است.